# Kommode (siddemøbel)
 For alternative betydninger, se Kommode. (Se også artikler, som begynder med Kommode)
En kommode er et siddemøbel: en natstol, et toilet – (især i tidligere tid anvendt) i form af en (arm)stol med en under sædet anbragt beholder, brugt som kloset natpotte, (især om natten eller i sygdomstilfælde).